# Ballongblommor
Ballongblommor (Nicandra) är ett släkte som ingår i familjen potatisväxter.
Släktet härstammar från västra sydamerika och beskrevs 1763 av Michel Adanson. Släktet har fått sitt namn efter den grekiska poeten Nicander av Kolofon, som skrev om växten ballongblomma, särskilt dikten "Alexipharmaca", som handlar om gifter och deras motgift.
Arter enligt Catalogue of Life:
- Nicandra john-tyleriana S.Leiva & Pereyra
- Ballongblomma (Nicandra physalodes) (L.) Gaertn.
- Nicandra yacheriana S.Leiva

Mellan 1763 och 2007, när Nicandra john-tyleriana beskrevs, omfattade släktet enbart arten Nicandra physalodes. En tredje, Nicandra yacheriana, beskrevs 2010.

## Bildgalleri

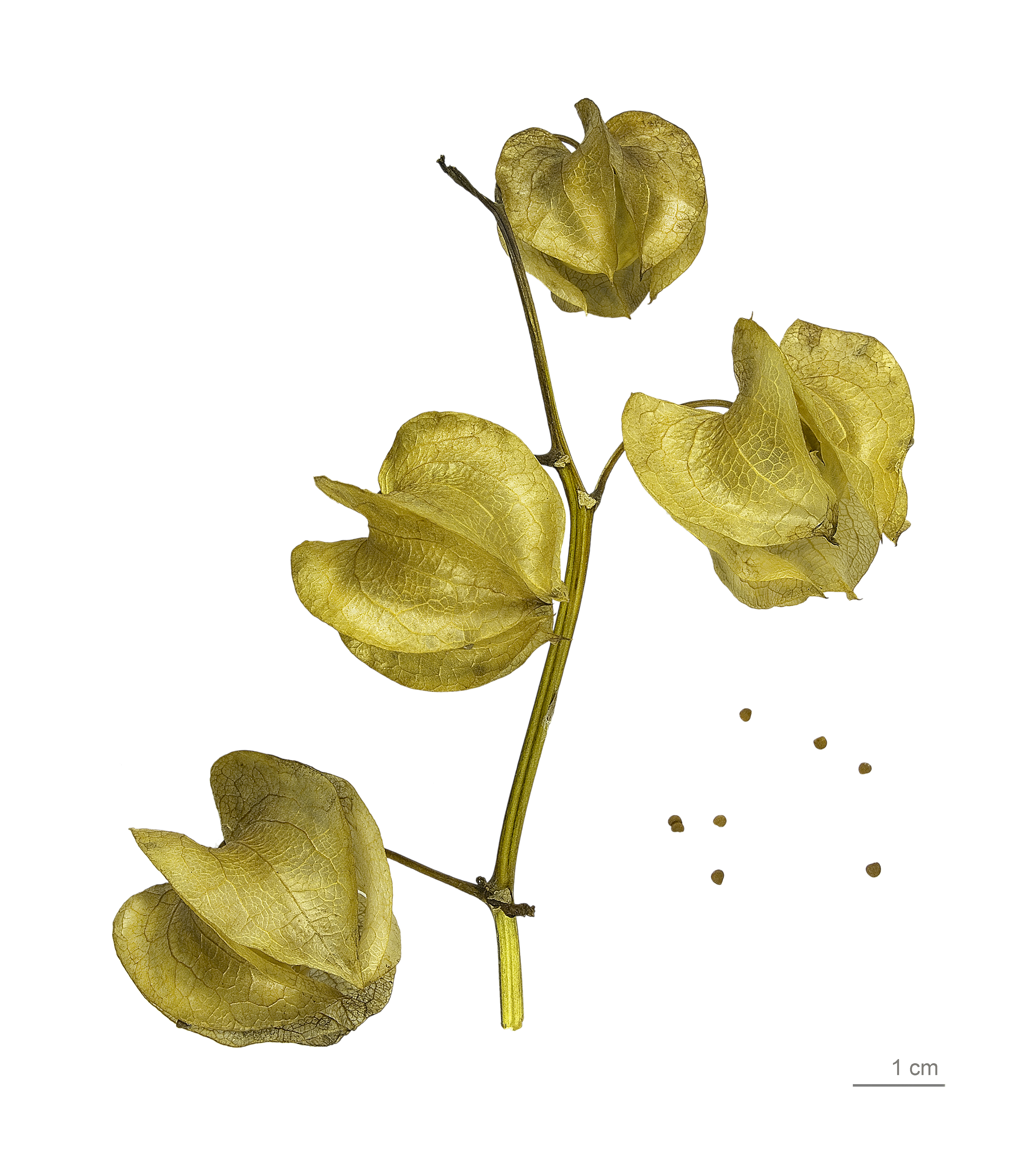
Ballongblomma (Nicandra physaloides)
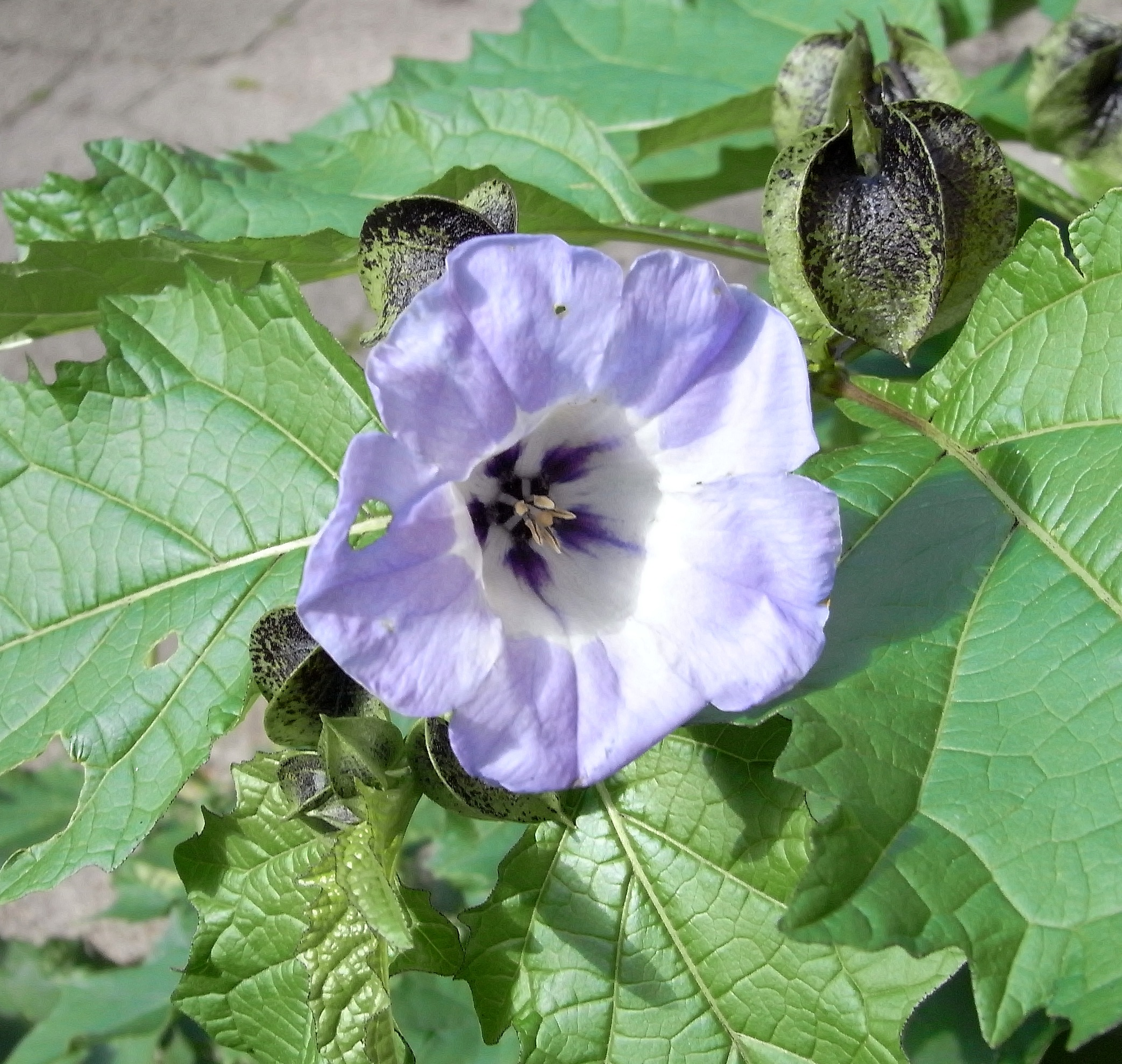
Ballongblomma (Nicandra physaloides)